# Wörbzig
Wörbzig ist ein Dorf in Sachsen-Anhalt. Die ehemals selbständige Gemeinde wurde zum 1. Januar 2004 nach Gröbzig eingemeindet. Mit Gröbzig kam Wörbzig am 1. September 2010 zur Stadt Südliches Anhalt.

## Geographie
Wörbzig liegt im Landkreis Anhalt-Bitterfeld in Sachsen-Anhalt rund 6 km südwestlich der Kreisstadt Köthen (Anhalt) und 35 km nordöstlich von Halle (Saale). Südlich von Wörbzig liegt Gröbzig, westlich Dohndorf, nördlich Löbnitz an der Linde, südwestlich Pfaffendorf. Östlich liegen Klein- und Groß-Wülknitz. Dohndorf, Löbnitz, Klein- und Groß-Wülknitz sind Ortsteile der Stadt Köthen.
Westlich von Wörbzig befindet sich der Wörbziger Busch, ein kleinerer, für das Gebiet aber bedeutender Laubmischwald aus Stiel-Eichen, Hainbuchen, Eschen und Ulmen. Er wird vorwiegend für Erholungszwecke genutzt, da er stellenweise parkartig offen ist. Der Wörbziger Busch ist ein Teil des Landschaftsschutzgebietes Horngrabenniederung.
Nördlich von Wörbzig befindet sich der kleine Kirschwald (Im Volksmund der Kirsch-Busch.).
Nordwestlich von Wörbzig befindet sich die Karoline, ein geflutetes Tagebaurestloch.
Durch das südliche Wörbzig fließt, aus Richtung Pfaffendorf kommend, der Horngraben. Durch das nördliche Wörbzig fließt, vom Kirschwald kommend, der Kirschgraben. Im Wörbziger Busch mündet der Kirschgraben in den Horngraben. Der Horngraben fließt weiter, durch den Wörbziger Busch in Richtung Dohndorf. Er mündet später, bei Plömnitz in die Ziethe.
Der Horngraben ist der Abfluss des Edderitzer Sees.
Der höchste Punkt in Wörbzig ist der 82,3 Meter hohe Weinberg. Er befindet sich nördlich des Wörbziger Busches auf einer Ackerfläche.
Nordöstlich von Wörbzig befindet sich die Wüstung Hanskendorf (1450 noch bewohnt, 1524 wüst.), östlich von Wörbzig befindet sich die Wüstung Nienstedt (1370 noch bewohnt, 1484 wüst.) und südlich von Wörbzig gibt es die Wüstung Peplingen (1484 noch bewohnt.).

## Geschichte
Erstmals wurde die Siedlung Wrbizke in einer Urkunde vom 15. Januar 1149 erwähnt, was so viel heißt wie kleines Weidicht (ein mit vielen Weidenbäumen oder Weidenbüschen bewachsener Ort). Am 28. Dezember 1156 hielt Albrecht der Bär hier ein „öffentliches Landgericht“ ab.
Lange Zeit war Wörbzig Mittelpunkt einer kleinen Grafschaft, bis es 1252 durch Heinrich II. in das Fürstentum Anhalt eingegliedert wurde. Bekannt wurde der Ort unter anderem durch sein großflächig angelegtes Rittergut im Südwesten der Gemeinde, welches als Privatgrundstück heute noch zum Teil gut erhalten ist.
Die Eigentümer des Rittergutes vom 15. Jahrhundert bis 1787 waren:
Bis 1471/1475 war die Familie von Leutzsch Eigentümer, anschließend war bis zum 5. November 1484 Fürst Waldemar VI. der Eigentümer und von 1484 bis 1621 war es im Besitz der Familie von Beltzigk (Albrecht von Beltzigk zahlte 1070 rheinische Gulden als Kaufsumme an das Fürstenhaus.).
Die einzelnen Eigentümer aus der Familie von Beltzigk waren:
1. 1484–1504 Albrecht von Beltzigk
2. 1504–1561 Heinrich von Beltzigk, Sohn des vorigen
3. 1561–1582 Karl von Beltzigk, Sohn des vorigen
4. 1582–1617 Joachim von Beltzigk, Sohn des vorigen
5. 1617–1618 Otto von Beltzigk, Sohn des vorigen (Otto fand ein gewaltsames Ende. Er wurde von einem gewissen Lorentz Borckhausen „ohne seine Verursachung ganz unverantwortlicher Weise entleibet“.)
6. 1618–1621 Albrecht von Beltzigk, Bruder des vorigen

Am 29. August 1621 verkaufte Albrecht von Beltzigk das Rittergut seinem Schwager Anton (II.) von Wietersheim. Der Kaufpreis betrug 70.000 Taler.
Von 1647 bis 1710 und von 1737 bis 1776 wurde das Rittergut in einem Vorder- und Hinterhof geteilt.
Die einzelnen Eigentümer aus der Familie von Wietersheim waren:
1. 1621–1647 Anton (II.) von Wietersheim, Schwager des Vorbesitzers Albrecht von Beltzigk
2. 1647–1687 Anton (III.) von Wietersheim, Sohn des Anton (II.), Eigentümer des Vorder- oder Hinterhofes
3. 1647–1693 Friedrich von Wietersheim, Sohn des Anton (II.), Eigentümer des Vorder- oder Hinterhofes
4. 1687–1710 Anton (IV.) von Wietersheim, Sohn des Anton (III.), Eigentümer des Vorder- oder Hinterhofes.
5. 1693–1713 Victor Ludwig von Wietersheim, Sohn des Friedrich, Eigentümer des Vorder- oder Hinterhofes, ab 1710 Eigentümer des ganzen Rittergutes
6. 1713–1737 Friedrich Casimir von Wietersheim, 1737 in Wörbzig verstorben,[1] Bruder des Victor Ludwig
7. 1737–1761 Leopold Friedrich Ludwig von Wietersheim, Sohn des Friedrich Casimir, Eigentümer des Vorderhofes
8. 1737–1786 Wilhelm Ludwig von Wietersheim, Sohn des Friedrich Casimir, Eigentümer des Hinterhofes, ab 1776 Eigentümer des ganzen Rittergutes
9. 1761–1776 Dietrich Christian von Wietersheim, Sohn des Friedrich Casimir, Eigentümer des Vorderhofes
10. 1786–1787 Kasimir Gottlob von Wietersheim, Sohn des Friedrich Casimir

1787 verkaufte Kasimir Gottlob von Wietersheim sein verschuldetes Rittergut für 106.000 Taler an das Köthener Fürstenhaus.
Die Pächter des Rittergutes waren:
- 1787–1796: Kasimir Gottlob von Wietersheim
- 179?–180?: J. Schulenburg
- 180?–1819: Johann Heinrich Jacob Hoff
- 1819–1821: Dorothee Hoff (Witwe des verstorbenen Johann Heinrich Jacob Hoff.)
- 1821–1838: Friedrich Leopold Diener
- 1838–1847: Carl Nette

Die Besitzer/Eigentümer des Rittergutes waren:
- 1847 kaufte Amtsrat Carl Nette das Rittergut. Der Kaufpreis betrug 190.000 Taler. Seine Nachfahre, Gutsherr Georg Nette, besaß mehrere Güter, im Freistaat Sachsen das Gut Müglenz bei Wurzen, Grüningen in Thüringen. Er war zudem politisch aktiv, als zeitweiliges Mitglied des Landtages in Anhalt. Des Weiteren war er als Vorstand an mehreren Zuckerfabriken beteiligt.[2] In Müglenz richtete Georg Nette um 1911 ein kleines Völkerschlacht-Museum[3] ein und hielt zeitgleich Kontakt mit mehreren Museen, in Nürnberg und Stralsund. Seine Tochter Anneliese (1915–1962), Erbin von Gut Müglenz,[4] heiratete den Offizier und Diplomaten Friedrich-Karl von Plehwe. Der letzte Gutsherr in Wörbzig war dessen Schwager, Walther Nette.

Im Dreißigjährigen Krieg hatte Wörbzig mindestens vier Einquartierungen zu verkraften. Nachweislich gab es in den Jahren 1626, 1634, 1637 und 1641 jeweils eine Einquartierung.
Hochwasser durch Schneeschmelze, das war keine Seltenheit in Wörbzig. Belegt sind solche Hochwasser für die Jahre 1729, 1744, 1784, 1830 und 1845. Betroffen war immer das südliche Wörbzig.
Während der napoleonischen Zeit war der Rittergutspächter und Amtmann Johann Heinrich Jacob Hoff der Canton-Maire (Bürgermeister) im zweiten Canton (Bestehend aus den Orten Wohlsdorf, Biendorf, Frenz, Klein- und Groß-Wülknitz, Plömnitz, Preußlitz, Wenndorf und Wörbzig.) des dritten Distrikt des Landes Nienburg im Herzogtum Anhalt-Köthen.
Während der Märzrevolution 1848/49 bildete sich auch in Wörbzig eine sogenannte Bürgerwehr. Die Fahne der Wörbziger Bürgerwehr ist erhalten und befindet sich im Historischen Museum für Mittelanhalt in Köthen.
Im Jahre 1859 gab es, vorgeschlagen vom Rittergutsbesitzer Carl Nette, auf dem Weinberg ergiebige archäologische Ausgrabungen. Die aus der Bronzezeit stammenden Funde wurden von Professor Hermann Schaaffhausen begutachtet.
Im Jahre 1869 hielt sich der preußische König Wilhelm I. in Wörbzig auf. Er frühstückte täglich, während eines dreitägigen Manövers bei Pilsenhöhe, zusammen mit den Rittergutsbesitzer Carl Nette und dessen Familie.
1906 gründet sich der Wörbziger Turn- und Sportverein.
Am 7. Dezember 1922 besuchte Reichspräsident Friedrich Ebert Wörbzig und das Rittergut.
1925/26 lässt die Gemeinde in der heutigen Schulstraße ein Vier-Familien-Haus errichten. 1937 beschließt der Gemeinderat die Gründung einer Freiwilligen Feuerwehr.
Am 15. April 1945 besetzten aus Richtung Dohndorf kommende US-amerikanische Soldaten das Dorf.

Nach dem Kriegsende wurden im Zeitraum 1945/1946 diese Einwohner festgenommen und in Speziallager des NKWD inhaftiert:
- Arndt, Hermann (* 21. Februar 1900 in Preußisch Börnecke; † 4. März 1947 in Neuburxdorf (Speziallager Nr. 1 Mühlberg))[6], Buchhalter, Vater des Dietrich Arndt.
- Bock, Hans Joachim (* 24. Juni 1905 in Braunschweig; † unbekannt), Festnahme am 6. März 1946, Inspektor. Herr Bock überlebte die Haft.
- Eichmann, Otto (* 20. Oktober 1890 in Dannigkow; † 7. Februar 1953 in Köthen), Hofverwalter. Herr Eichmann überlebte die Haft.
- Elze, Werner (* 20. Juli 1907 in Wörbzig; † 21. März 1948 in Zinna (Speziallager Nr. 10 Torgau.)), Großbauer.
- Hammer, Paul (* 31. Januar 1898 in Rohndorf; † 17. März 1946 in Sandhausen (Speziallager Nr. 7 Sachsenhausen.)), Lehrer, NSDAP-Ortsgruppenleiter.
- Hoffmann, Oskar (* 11. Juni 1901 in Wörbzig; † 27. März 1946 in Ketschendorf (Speziallager Nr. 5 Ketschendorf.)), Gutsbesitzer, Bürgermeister.
- Michaelis, Willi (* 22. Februar 1904 in Gröbzig; † 19. August 1946 in Sandhausen (Speziallager Nr. 7 Sachsenhausen.)), Festnahme im August 1945, Schneidermeister, SA-Mann.
- Nette, Walther (* 14. Oktober 1879 in Trinum; † 28. Dezember 1946 in Bautzen (Speziallager Nr. 4 Bautzen.)), Festnahme am 3. September 1945[7], Rittergutsbesitzer, Schwiegervater des Arno von Lenski und Großvater des Hasso von Lenski.

1948 wurde der Bau von 21 Neubauerngehöfte beschlossen. Gebaut wurden nur drei Neubauerngehöfte. 1958/59 werden in der heutigen Schulstraße drei Vier-Familien-Häuser gebaut. 1969 folgt in dieser Straße ein zweigeschossiger Neubaublock mit zwölf Wohnungen, verteilt in drei Aufgänge.
Am 11. September 2011 wurde Wörbzig von einem schweren Unwetter mit Orkan und tennisballgroßen Hagelkörnern heimgesucht.
Am südöstlichen Dorfrand fanden 2013/14 archäologische Ausgrabungen statt. Die Archäologen vom Landesamt für Denkmalpflege und Archäologie Sachsen-Anhalt machten Funde die aus der Bronzezeit stammen.

### Einwohnerentwicklung
| - 31.12.1829 – 477 Einwohner - 31.12.1850 – 502 Einwohner - 31.12.1867 – 625 Einwohner - 31.12.1876 – 705 Einwohner - 31.12.1879 – 705 Einwohner - 31.12.1883 – 733 Einwohner - 31.12.1887 – 700 Einwohner - 31.12.1894 – 650 Einwohner - 31.12.1900 – 651 Einwohner - 31.12.1902 – 651 Einwohner - 31.12.1905 – 679 Einwohner - 31.12.1907 – 679 Einwohner - 31.12.1910 – 661 Einwohner - 31.12.1919 – 597 Einwohner - 31.12.1925 – 672 Einwohner - 31.12.1933 – 672 Einwohner - 31.12.1937 – 617 Einwohner - 20.07.1938 – 604 Einwohner - 10.10.1938 – 602 Einwohner - 01.01.1939 – 595 Einwohner - 17.05.1939 – 603 Einwohner - 01.10.1939 – 598 Einwohner - 08.11.1939 – 604 Einwohner - 31.12.1939 – 617 Einwohner - 01.09.1940 – 634 Einwohner - 01.09.1941 – 634 Einwohner - 10.10.1941 – 671 Einwohner - 18.10.1942 – 614 Einwohner + 86 ausländische Zwangsarbeiter - 12.02.1945 – 726 Einwohner + 82 ausländische Zwangsarbeiter - 31.12.1945 – 954 Einwohner - 31.05.1959 – 734 Einwohner - 31.12.1965 – 703 Einwohner - 31.12.1969 – 703 Einwohner - 31.12.1971 – 701 Einwohner - 31.12.1972 – 697 Einwohner - 25.08.1992 – 506 Einwohner - 31.12.1993 – 534 Einwohner - 31.12.1998 – 444 Einwohner - 31.12.2002 – 434 Einwohner - 31.12.2007 – 405 Einwohner - 31.10.2021 – 376 Einwohner - 14.12.2021 – 390 Einwohner - 20.01.2023 – 395 Einwohner - 31.12.2023 – 394 Einwohner (194 männliche und 200 weibliche.) |

## Politik und Religion

### Bürgermeister
Die Bürgermeister (ab 2004 Ortsbürgermeister) seit ca. 1850:
- 18??–1856: Leberecht Martin Trisetau
- 1856–1868: Ferdinand Laute
- 1868–1903: Gottfried Elze
- 1903–19??: Albert Schmidt
- 19??–19??: Karl Schmidt
- 19??–193?: Karl Rudolph
- 193?–1945: Oskar Hoffmann
- 1945–1947: Albert Bieler (Großvater von Dietrich Arndt)
- 1947–194?: Karl Repert
- 194?–194?: Karl Zöge
- 194?–194?: Franz Büchner
- 194?–195?: Friedrich Schmidt
- 1953–1955: Karl Elicki
- 195?–1958: Fritz Müller
- 1958–1962: Herbert Scheel (1960 durch Heribert Wohlrab vertreten)
- 1962–1967: Fritz Windt
- 1967–1983: Lucie Keitel
- 1983–1983: Erhard Herse
- 1984–1987: Bianca Auschner (1984–1985 durch Raymond Schulz vertreten)
- 1987–1988: Thomas Hoffmann
- 1989–1990: Thomas Pertzsch
- 1990–1992: Werner Müller
- 1992–2005: Horst-Hermann Hennig
- 2005–2010: Hubert Schüppel
- 2010–2010: Sascha Ziesemeier

Interessenvertreter für den Ortsteil Wörbzig:
- 2011–2013: Sascha Ziesemeier
- 2013–2014: Hubert Schüppel

Ortsbürgermeister:
- 2014-dato: Hubert Schüppel

### Pastoren
Die Pastoren seit 1564:
- 1564–1572: Friedrich Schirmer (Geburts- und Sterbejahr unbekannt.)
- 1572–1574: Adam Calovius (Geburts- und Sterbejahr unbekannt.)
- 1574–1585: Mattheus Kneufler (vor 1550 – 1597)
- 1585–1596: Stephanus Reuter (vor 1560 – 1611)
- 1596–1626: Michael Völgner (vor 1575 – 1626)
- 1627–1681: Hartmann Seidenstücker (vor 1610 – 1681)
- 1681–1700: Christoph Stübner (1652 – 1700), 1680 Substitut, später auch zugleich Hofprediger der Fürstin Gisela Agnes von Rath
- 1700–1734: Christoph Johann Below (1665 – 1734)
- 1735–1757: Elias Mehlhardt (1707 – 1757)
- 1757–1805: Friedrich Adam Elias Mehlhardt (1737 – 1805), Sohn des vorigen Pastors
- 1806–1840: Johann Karl Wilhelm Mühlenbein (1760 – 1840), Bruder des Arztes Georg August Heinrich Mühlenbein
- 1841–1852: Johann Wilhelm Laue (1804 – 1865)
- 1852–1878: Karl Eschebach (1805 – 1881)
- 1878–1897: August Hugk (1827 – 1904), seit 1875 Pfarrverwalter
- 1897–1909: Dr. phil. Friedrich Heine (1865 – 1947), Bruder des Pädagogen und Schriftstellers Gerhard Heine
- 1909–1929: Hermann Mörchen (1878 – 1945), ein Onkel des Philosophen, Religions- und Literaturwissenschaftlers Hermann Mörchen
- 1929–1931: Vakanz
- 1931–1950: Lic. theol. Fritz Schröter (1904 – 1973)[9],  von 1938 bis 1945 suspendiert und gleichzeitig Leiter des Predigerseminars der bekennenden Kirche in Ostpreußen
- 1950–1950: Fritz Jahn (1899 – 1967), Pfarrverwalter
- 1951–1958: Gerhard Bankewitz (1910 – unbekannt)
- 1959–1972: Horst Wagner (1933 – 1996)
- 1972–1972: Johannes Hiller (1945 – 2009)[10], Pfarrverwalter
- 1973–1982: Dieter Pretzsch (1934 – 2019)
- 1982–1989: Vakanz
- 1989–1999: Martin Günther (* 1956)
- 1999–2000: Vakanz
- 2000-dato: Tobias Wessel (* 1964)

### Juden
Zumindest im 18. Jahrhundert und in der ersten Hälfte des 19. Jahrhunderts lebten Juden in Wörbzig. Ihre Kultusgemeinde gehörte zur Synagogengemeinde Cöthen. Einen jüdischen Friedhof gab es in Wörbzig scheinbar nicht. Bemerkenswert ist das ein vermutlich mindestens 200 Jahre altes Wirtschaftsgebäude des Rittergutes im Volksmund die Bezeichnung Judentempel trug. Dieses Gebäude ist teilweise noch vorhanden.

## Kultur und Sehenswürdigkeiten

### Kirche
Die Dorfkirche St. Mariä ist ein flachgedeckter, verputzter rechteckiger Feldsteinbau mit einem West-Querturm (in Schiffsbreite). Die untere Turmhälfte und das westliche Kirchenschiff stammen aus dem frühen 13. Jahrhundert.
Der Kirchenpatron Heinrich von Beltzigk hat den Ostteil der Kirche im Zeitraum 1514–20 in die heutige Form umbauen lassen. Dabei erhielt der Ostgiebel einen spätgotischen Blendenschmuck (Dreizoniger Aufbau mit stark plastisch vortretenden, ineinander verschränkten Eselsrücken sowie Rund- und Vorhangbögen.).
Im 18. Jahrhundert wurden an der Südseite die Sakristei und der Herrschaftsstuhl angebaut. Auch gab es in barocker Zeit Fenstererweiterungen. 1807–08 erhielt der Kirchturm ein neues Glockengeschoß (Fachwerk) und einen steilen Pyramidenhelm. Im Jahre 1881 wurde vor das alte spätromanische Portal eine Vorhalle angefügt.
1887 erhielt die Kirche eine neue Orgel (Opus 84, 11 Register und ein Manual) von Orgelbaumeister Wilhelm Rühlmann aus Zörbig. Aktuell (Stand August 2023) ist diese Orgel spielbar, aber auch reparaturbedürftig.
Größere Instandsetzungen und Restaurierungen gab es 1936, 1964/66, in den 1970er Jahren und im Jahre 1998.
Während der Innensanierung von 1965/66 wurden, gegen Widerstände in der Wörbziger Bevölkerung, die „schlechten Einbauten“ (Der Kanzelaltar mit einem kunstlosen Abendmahl-Gemälde aus dem 17. Jahrhundert und die hufeisenförmig umlaufende Empore.) entfernt.
Im Zeitraum 1964/66 wurde auch der Turmhelm erneuert, dabei wurde die Turmuhr entfernt. Das Zifferblatt, mit römischen Ziffern, befand sich an der Ostseite des Turmhelmes.
Mindestens ein Gruftgewölbe gibt es in der Kirche. In der Osthälfte, im Bereich des Altars, befindet sich die Familiengruft der Familie von Beltzigk.
Zur Ausstattung der Kirche. Vorhanden sind:
1. Ein Altar bestehend aus einer Sandsteinplatte, in deren Ecken je ein Kreuz von 5 cm Durchmesser eingemeisselt ist. In der Mitte ist eine Vertiefung, der Reliquienschrein, in dem eine Urne stand und die am 12. November 1827 an die katholische Kirche nach Köthen auf Befehl Herzogs Ferdinand abgegeben wurde. Der Hofkaplan Pierre Jean Beckx holte diese Urne persönlich ab. In der Urne befand sich etwas Asche und angeblich ein vom Gewand der Gottesmutter stammendes halbseidenes Stück Stoff.
2. Zwei Schnitzfiguren, Katharina und Barbara, um 1520 geschaffen, 1964/66 restauriert durch Robert Propf und das Institut für Denkmalpflege Halle.
3. Gut erhaltener Rittergrabstein des im Jahre 1617 verstorbenen Joachim von Beltzigk.
4. Obeliskenförmiger Sandsteinepitaph des am 31. März 1713 verstorbenen Victor Ludwig von Wietersheim. Mit flankierenden trauernden Genien und einem Bild des Verstorbenen.
5. Wappenepitaph und Grabplatte des am 3. Juli 1759 verstorbenen Christian Ernst von Wuthenau (Beigesetzt in der Familiengruft der Familie von Beltzigk.). Der Verstorbene war königlich-polnischer Rittmeister, jüngerer Bruder des Adam Ludwig von Wuthenau und Schwager des Fürsten August Ludwig.
6. Wappenepitaph des am 4. September 1763 verstorbenen August Heinrich von Wuthenau. Der Verstorbene war preußischer Obrist im Dragoner-Regiment "Langermann" Nr. 8 (Ab 1758 genannt Dragoner-Regiment „von Platen“ Nr. 8.), jüngerer Bruder des Adam Ludwig von Wuthenau und Schwager des Fürsten August Ludwig.
7. Drei farbige Bleiglasgehänge, gestiftet von Dietrich Arndt.

Im Inneren der Kirche ist in der linken Hälfte der östlichen Wand ein Sakramentsschrein eingemauert, er stammt aus dem 14. Jahrhundert. Er ist spitzbogig und hat eine Einfassung mit gotischen Formen und eine Eisentür.
Zu den Glocken der Kirche. Über vier Glocken ist etwas bekannt.
- Eine Glocke[12] aus dem Jahre 1584 in Könnern gegossen von Eckart Kucher, 100 cm im Durchmesser, gestiftet von Albrecht und Joachim von Beltzigk. Diese Glocke ist noch vorhanden. Eine Einschmelzung im Zweiten Weltkrieg war vorgesehen gewesen (Kategorie C, Erfassungsnummer 6 / 35 / 42).

Die Glocke trägt folgende Inschrift: ALBRECHT UND JOACHIM VON BELTZIGK GEBRVDER ZV WORBZICK / GOTTES WORT BLEIBET EWICH ECKART KVCHER VON ERFFORT IN KOENERN / MDLXXXIIII. / GOS MICH. Unter der Inschrift umläuft ein Fries die Glocke, versehen mit einem Crucifixus und den Familienwappen der Familie von Beltzigk.
- Eine Glocke aus dem Jahre 1707, in Halle gegossen von Johann Jakob Hoffmann, gestiftet von Victor Ludwig von Wietersheim, 1875 umgegossen durch Gebrüder Ulrich in Apolda, zuletzt 84 cm im Durchmesser. Im Ersten Weltkrieg eingeschmolzen.

Die Glocke trug diese Inschriften: Gott zu Ehren hat mich Herr Victor Ludwig von Wietersheim als Kirchenpatron nebst seiner Eheliebsten Frau Charlotte Elisabeth von Spitznas giessen lassen. / Anno MDCCVII gos mich Johann Jacob Hoffmann in Halle. / M. Johann Christoph Below Pastor. und nach den Umguss ICH WILL DEN HERRN LOBEN ALLEZEIT / UMGEGOSSEN VON GEBR. ULRICH IN APOLDA 1875.
- Eine Glocke unbekannten Alters, im 18. Jahrhundert gestiftet von Kasimir Gottlob von Wietersheim, 1875 umgegossen  durch Gebrüder Ulrich in Apolda, zuletzt 76 cm im Durchmesser. Im Ersten Weltkrieg eingeschmolzen.

Diese Glocke trug erst seit ihrem Umguss eine Inschrift: KOMMT VOR SEIN ANGESICHT MIT FROHLOCKEN. / UMGEGOSSEN VON GEBR. ULRICH IN APOLDA 1875.
- Eine kleine Glocke, 1930 gestiftet vom Rittergutsbesitzer Walther Nette. Im Zweiten Weltkrieg eingeschmolzen.

Anfang der 1980er Jahre wurde die Läuteanlage elektrifiziert.
Außen an der Ostseite der Kirche befindet sich ein Wappen der Familie von Beltzigk, datiert mit 1516. Dieses Wappen befand sich bis 1791 am Herrenhaus des Hinterhofes im Rittergut.
Rechts neben den Eingangsportal, an der südlichen Außenseite der Kirche, befindet sich die Grabtafel des am 13. April 1687 verstorbenen Anton (III.) von Wietersheim. Sie trägt eine lateinische Inschrift, die übersetzt lautet: Den Bau des Grabdenkmals beschloß zu errichten Herr Anthon von Wietersheim. Seine Witwe Frau Anna Sophie Vitzthum von Eickstedt hat ihn vollendet im Jahre 1687.
Im Jahre 1691, am Sonntag nach Ostern (22. April 1691), wurde in der Kirche der Beutetürke des Herrn Friedrich von Wietersheim auf dem Namen Christian Friedrich getauft. Einer der sechzehn Taufpaten war der Bernburger Erbprinz Karl Friedrich.
In der Kirche heiratete am 30. September 1692 „in aller Heimlichkeit“ Fürst Emanuel Lebrecht von Anhalt-Köthen morganatisch seine große Liebe Gisela Agnes von Rath.
Im Jahre 1784 wurde in der Wörbziger Kirche ein kleiner Negerknabe auf dem Namen John Neuyork getauft. Seine Eltern waren ein ehemaliges Sklavenpaar. August Christian Ludwig von Wietersheim hatte sie aus Nordamerika mit nach Europa gebracht. Von Wietersheim kämpfte da im Amerikanischen Unabhängigkeitskrieg auf der Seite der Engländer.

### Weitere historisch interessante Bauwerke
- Taubenturm im Rittergut, zylindrischer Bruchsteinbau mit steilen Spitzhelm, um 1600 erbaut.
- Herrenhaus des Rittergutes, das Mittelteil vermutlich 17. Jahrhundert, um 1830 im klassizistischen Stil erweitert. 1888 erhielt dieses Herrenhaus einen hohen, im Unterteil sechseckigen, Turm. Dieser Turm wurde Anfang 1991 abgetragen.
- Schillings Gasthof, um 1700 erbaut. 1866 wurde ein Saal angebaut.
- Das zweigeschossige Wohn- und Geschäftshaus (Schusterwerkstatt) der Familie Rohr, erbaut im Jahre 1850.
- Die das Dorf überragende Alte Schule, ein roter Backsteinbau, erbaut im Jahre 1883.
- Pfarrhaus, Baujahr 1900, entworfen von den Baumeistern Gustav Wolff und Friedrich Gothe.
- Das Wohn- und Geschäftshaus (Tischlerei und Kolonialwarenhandlung) der Familie Bieler, erbaut um 1900.
- Das teilweise mit Stuckelementen verzierte Herrenhaus der Gutsbesitzerfamilie Hoffmann, erbaut im Jahre 1910.

### Denkmäler
Neben den vorhandenen Kriegerdenkmal auf dem Kirchhof befand sich auf dem Dorfplatz rund 100 Jahre lang ein weiteres Kriegerdenkmal. Es erinnerte an die Deutsche Einigungskriege 1864, 1866 und an den Krieg von 1870/71 (Deutsch-Französischer Krieg). Dieses Denkmal wurde wegen einer angeblichen Unfallgefahr entfernt und in der damaligen Müllhalde verscharrt.

### Friedhöfe
Bis 1859 wurden die Toten auf dem Kirchhof, dessen letzte Erweiterung war 1824, bestattet. Es befinden sich auf dem Kirchhof heute noch drei barocke Grabsteine, fünf klassizistische Grabsteine, das klassizistische Grabdenkmal des Amtmanns Johann Heinrich Jacob Hoff (Im darunter liegenden Gruftgewölbe wurde er und seine im Jahre 1812 verstorbene Mutter beigesetzt.) und das im Jahre 1922 errichtete Kriegerdenkmal. Die Lage von den zwei Familiengrüften der Familie von Wietersheim ist noch erkennbar.
1840 legte sich der Amtsrat und spätere Rittergutsbesitzer Carl Nette östlich des Dorfes, am Feldweg in Richtung Pilsenhöhe, einen privaten Friedhof an. Den größten Teil seines privaten Friedhofes überließ er 1859 der Wörbziger Kirche.
Auf diesen, nun kirchlichen, Friedhofsteil fand am Sonntag, den 3. Juli 1859 die erste Beisetzung statt. Im Jahr 1919 wurde der Friedhof mit einem kommunalen Friedhofsteil in westlicher Richtung erweitert.
Auf dem Friedhof der Familie Nette wurden die folgenden Personen bestattet:
1. Georg Carl Friedrich Franz Hermann Nette, Sohn des Carl Nette (* 10. März 1839 in Wörbzig; † 14. Januar 1840 ebenda). Die Lage der Grabstelle ist unbekannt, der Grabstein befindet sich im Pfarrgarten.
2. Carl Georg Franz Hermann Nette, Sohn des Carl Nette (* 2. Januar 1844 in Wörbzig; † 16. August 1846 ebenda). Die Lage der Grabstelle ist unbekannt, der Grabstein befindet sich im Pfarrgarten.
3. Georg Carl Nette, Amtsrat und Rittergutsbesitzer (* 26. August 1813 in Beesenstedt; † 11. Juni 1873 in Wörbzig), Ritter des preußischen Königlichen Kronen-Orden IV. Klasse, beigesetzt in der Familiengruft.
4. Henriette Amalie Auguste Nette, geborene Wendenburg, Ehefrau des Carl Nette (* 24. November 1816 in Beesenstedt; † 20. November 1896 in Köthen), beigesetzt in der Familiengruft.
5. Johanne Bertha Marie Helene Hertwig, geborene Nette, Tochter des Carl Nette (* 4. Juli 1852 in Wörbzig; † 27. Januar 1905 in Erdmannsheim), beigesetzt in der Familiengruft.
6. Johanne Therese Elise Hannah Nette, geborene Peltz, erste Ehefrau des Alexander Nette (* 13. Mai 1861 in Modelwitz; † 4. Juni 1905 in Lützschena), beigesetzt in einer kleinen Gruft.
7. Ludwig Leopold Carl Georg Nette, Sohn des Carl Nette, Rittergutsbesitzer und Herzoglicher Geheimer Ökonomierat (* 20. Juni 1842 in Wörbzig; † 5. Oktober 1907 in Halle an der Saale), beigesetzt in der Familiengruft.
8. Sophie Marie Nette, geborene Säuberlich, Ehefrau des Georg Nette (* 20. Dezember 1852 in Wiendorf; † 27. September 1930 in Wörbzig), beigesetzt in der Familiengruft.
9. Georg Franz Ernst Alexander Nette, Sohn des Carl Nette (* 5. Februar 1855 in Wörbzig; † 3. November 1945 in Köthen), beigesetzt in der Familiengruft.

Der in den Vereinigten Staaten von Amerika verstorbene Friedrich Waldemar Hertwig, Ehemann der Helene Hertwig, Rittergutsbesitzer in Meuro und Pächter der Gräflich Zech'schen Rittergüter Goseck und Eulau und Rittmeister der Reserve im Magdeburg'schen-Dragoner-Regiment Nr. 6 (* 8. Mai 1849 in Reinharz; † 8. November 1905 in Hoboken) erhielt, vermutlich im Jahr 1906, auf dem Friedhof der Familie Nette ein symbolisches Grab.
Gedenksteine erhielten Mitglieder der Familie Nette, die in einem der beiden Weltkriege fielen:
1. Carl Alexander Gerhard Nette[17] (* 7. Juni 1890 in Müglenz; † 26. Mai 1915 in Braine), Leutnant im sächsischen Feld-Artillerie-Regiment Nr. 78 und Träger des sächsischen Militär-St.-Heinrichs-Orden, Sohn des Alexander Nette und Enkel des Carl Nette.
2. Erdmann Max Walther Karl-Georg Nette (* 19. November 1913 in Baasdorf; † 8. September 1939 in Polen), Sohn des letzten Wörbziger Rittergutsbesitzer Walther Nette und Enkel des Georg Nette.
3. Erdmann Wilhelm Hindenburg Karl-Georg Walther Nette (* 18. Dezember 1914 in Baasdorf; † 14. März 1945 im Königreich Ungarn), Sohn des letzten Wörbziger Rittergutsbesitzer Walther Nette und Enkel des Georg Nette. Dieser Gedenkstein ist nicht mehr vorhanden.

### Sport
- Fußballverein TSV 06 Wörbzig

## Wirtschaft und Infrastruktur
Das Rittergut im Süden der Gemeinde bot vor und zu DDR-Zeiten (hier zunächst in Verwaltung der Sowjetischen Militäradministration in Deutschland (SMAD), später Volkseigenes Gut, dann Landwirtschaftliche Produktionsgenossenschaft) den meisten Einwohnern der Gemeinde einen Arbeitsplatz. Damals war Wörbzig durch landwirtschaftliche Produktion und Viehhaltung geprägt. Der Betrieb wurde nach der Wende geschlossen.
Heute (Stand Oktober 2022.) sind in Wörbzig vor allem mittelständische Betriebe (Eine Gärtnerei, eine Firma für Öltankentsorgung und eine Handelsfirma für Historische Baustoffe.) angesiedelt sowie ein Kieswerk nahe dem Rittergut (geplanter Betrieb bis ca. 2050) und eine Windkraftanlage zur Stromversorgung umliegender Gemeinden.
Die Schule in Wörbzig wurde 2000 wegen zu geringer Schülerzahl geschlossen. Des Weiteren gibt es in Wörbzig eine Stationäre Heilpädagogische Kinder- und Jugendhilfeeinrichtung (Stand Oktober 2022.).

## Persönlichkeiten
- Der Pädagoge Gotthilf Sebastian Rötger (* 5. Mai 1749 in Klein Germersleben; † 16. Mai 1831 in Magdeburg) hielt 1769 seine erste Probepredigt in Wörbzig.
- Die Wörbzigerin Elisabeth Zündel, die Tochter des „Hochfürstlich Anhalt-Bernburgischen Commissarius und Gerichts-Directors bei dem Herrn von Wietersheim zu Wörpzig“, heiratete 1714 den Autor Christian Friedrich Hunold.
- Leopold Friedrich Ludwig von Wietersheim (* 20. März 1701 in Frenz; † 1. Mai 1761 in Wörbzig), preußischer Generalmajor und zuletzt Chef des Infanterie-Regiments Nr.S56.
- Adam Ludwig von Wuthenau (* 12. September 1706 in Wörbzig; † 23. April 1763 in Merseburg), königlich-polnischer und kurfürstlich-sächsischer Kammerherr und Schwager des Fürsten August Ludwig.
- August Christian Ludwig von Wietersheim (* 28. April 1750 in Wörbzig; † 4. Mai 1832 in Mensdorf), Major im anhaltischen Infanterieregiment „Fürstin von Anhalt-Zerbst“.
- Der Rittmeister Peter von Colomb (* 19. Juni 1775 in Aurich; † 12. November 1854 in Königsberg) lagerte am 22. Juni 1813 mit 80 Mann in Wörbzig.
- Der Rittergutsbesitzer Carl Nette und der Gutsbesitzer Friedrich Paeßler waren von 1849 bis 1850 Mitglieder des zweiten ordentlichen Landtag für Anhalt-Köthen.
- Antoinette Louise Emilie Cautius (* 18. März 1769 in Altona; † 20. Januar 1840 in Wörbzig), Tochter des Johann Bernhard Basedow und Schwiegermutter des Gutsbesitzers Friedrich Paeßler.
- Dr. phil. Friedrich Heine (* 19. Dezember 1865 in Köthen; † 20. Oktober 1947 in Bernburg), Pfarrer, Autor (Ortsgeschichten/-chroniken und Romane), Politiker (DNVP) und als solcher auch Abgeordneter im Landtag des Freistaates Anhalt (Von 1920 bis 1929 und von 1930 bis 1932.).
- Rudolf Steffen[18] (* 19. Juli 1883 in Friedrichsbrunn; † 22. September 1967 in Wörbzig), Homöopath.
- Professor Friedrich Wilhelm Schmidt[19] (* 2. Dezember 1893 in Bern; † 12. März 1945 in Wörbzig), Dekan der Theologischen Fakultät der Berliner Friedrich-Wilhelms-Universität.
- Hasso von Lenski[20] (* 9. Februar 1942 in Potsdam), Schauspieler, Dramaturg und Regisseur.
- Diplomlandwirt Heinrich Wilhelm Gerlach von Gaudecker (* 2. Juli 1945 in Wörbzig; † 17. Juli 2013 in Hannover), Sohn des Gerlach von Gaudecker, Rechtsritter des Johanniterordens.
- Robert Richter (* 18. Dezember 1903 in Groß Paschleben; † 16. September 2000 in Wörbzig), Windmüller und Schriftsteller (Vom Winde erschlagen, 1999 erschienen), er war von 1999 bis zu seinem Tode der älteste lebende deutsche Schriftsteller.
- Professor Dietrich Arndt[21] (* 13. Februar 1935 in Wörbzig; † 17. August 2018), Mediziner und Autor.
- Reinhard Beab (* 29. August 1953 in Könnern), Ingenieur und Kunstmaler.
- Jens Nagel (* 1971), mit Stand Januar 2023: mehrfacher deutscher Meister, mehrfacher Europameister, 39facher Weltmeister[22] und mehrfacher Weltrekordler im Castingsport.

## Trivia
- Die verschiedenen Schreibweisen des Ortsnamens im Laufe der Zeit: Wrbizke (Laut Urkunde vom 15. Januar 1149.), Wurbizke (Laut Urkunde vom 28. Dezember 1156.), Wrbizke (Laut Urkunde aus dem Jahre 1158.), Wribske (Laut Urkunde vom 28. Februar 1205.), Wrbezke (Laut Urkunde aus dem Jahre 1240.), Worbezik (Laut Urkunde vom 29. Juli 1253.), Worpz (Laut Urkunde vom 13. Juli 1332.), Worbsk (Laut Urkunde vom 28. Oktober 1337.), Worbezck (Laut Lohnbuch des Fürsten Bernhard III. aus dem Jahre 1342.), Worpzk (Laut Register der an die Dompropstei Magdeburg zu entrichtenden Zinse und Gefälle, um 1370.), Worpzick (Laut Lohnbuch der Domprobstei Magdeburg, um 1370.), Worpczgk (Laut Urkunde vom 10. August 1456.), Worppczigk (Laut Urkunde vom 30. Juni 1475.), Worptzk (Laut Urkunde vom 29. Mai 1490.) und Worbzick (Laut Inschrift der im Jahre 1584 gegossenen Kirchenglocke.).
- Rittergutsbesitzer Walther Nette lehnte auf Grund seiner deutschnationalen Einstellung den nationalsozialistischen Staat konsequent ab. Offen sprach er sich gegen den Krieg aus und prophezeite eine totale Niederlage Deutschlands. Er distanzierte sich auch nicht von seinem Schwiegersohn Arno von Lenski, nachdem im Jahr 1944 seine Tochter Erica (Seit 1935 mit Arno von Lenski vermählt.) mit zwei ihrer drei Kinder in Sippenhaft genommen wurde.
- Auch den Gutsbesitzer und ehemaligen Ortsbauernführer Kurt Bethmann wollte das NKWD im Jahr 1945 festnehmen. Seine Beschäftigten verteidigten ihn aber erfolgreich gegenüber dem NKWD. Kurt Bethmann wurde nicht verhaftet. Dafür erlitt er Schikanen seitens der neuen Machthaber bis zu seinem Tode im Jahre 1947.